# Lista de locais de competições do futebol em Olimpíadas

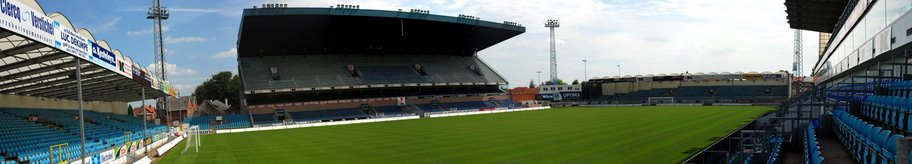
Jules Ottenstadion foi palco de um jogo de futebol durante os Jogos Olímpicos de Verão de 1920 na Antuérpia.

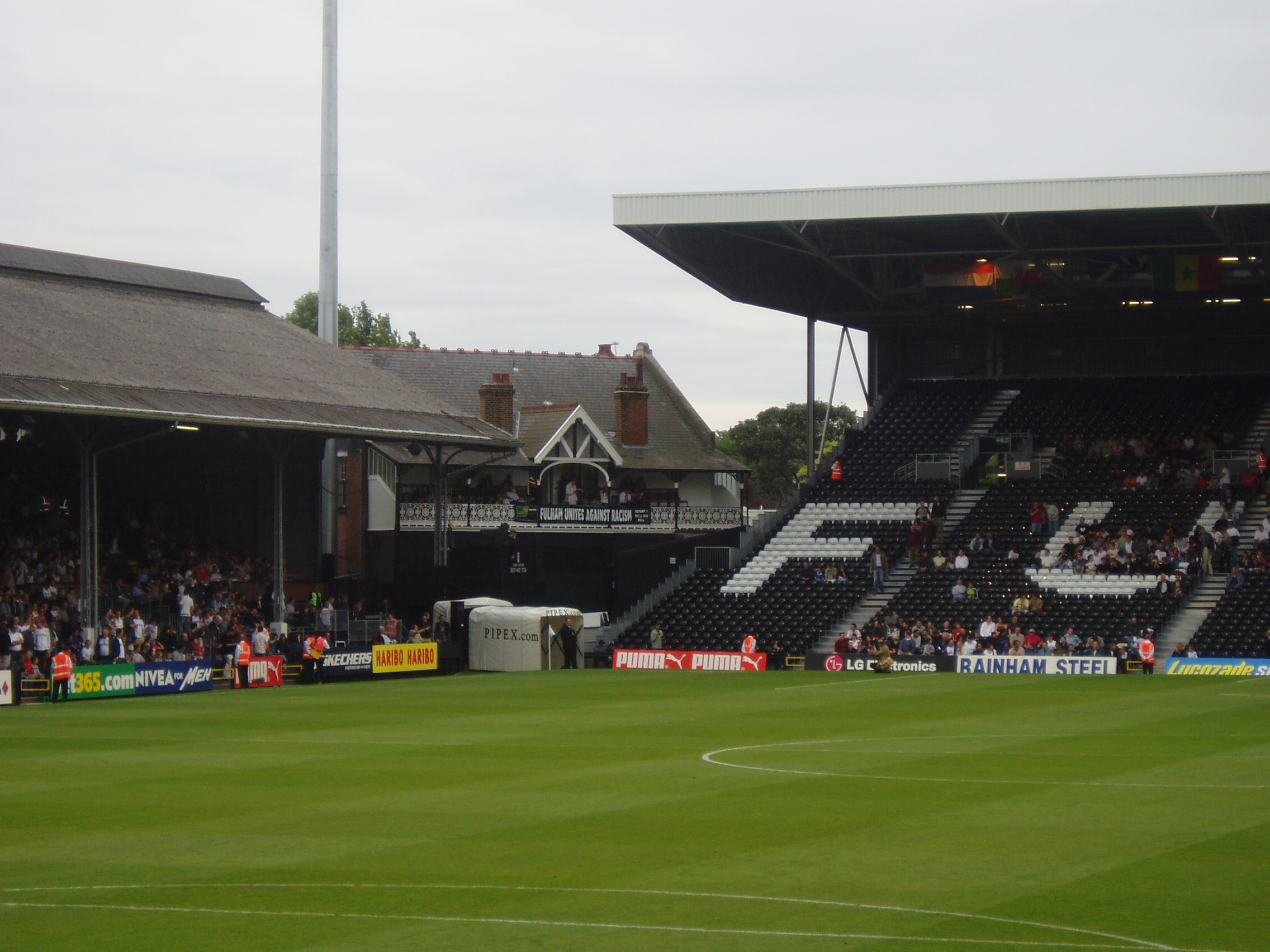
Craven Cottage

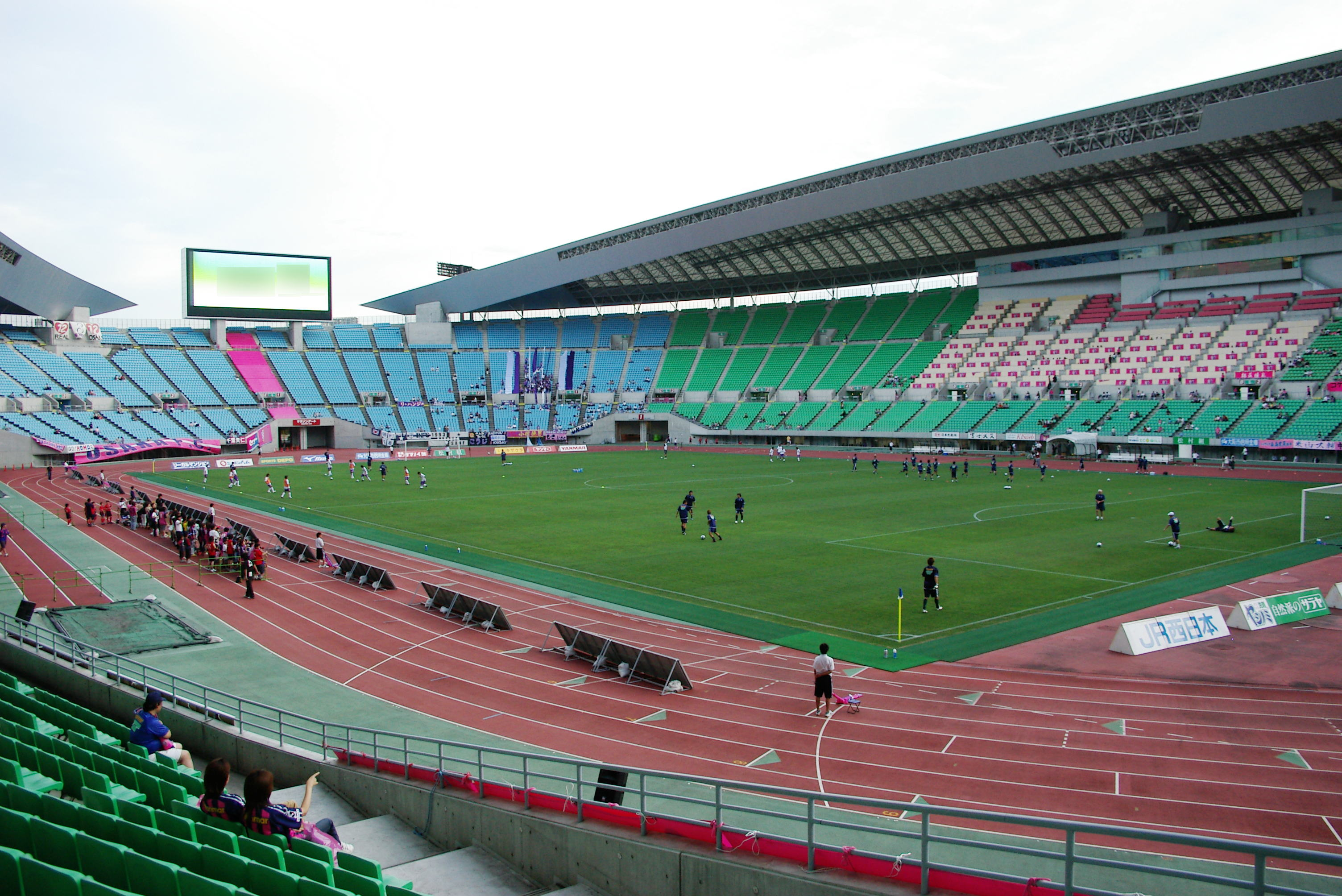
Nagai Stadium, em Osaka, recebeu vários jogos de futebol durante os Jogos Olímpicos de Verão de 1964, em Tóquio.

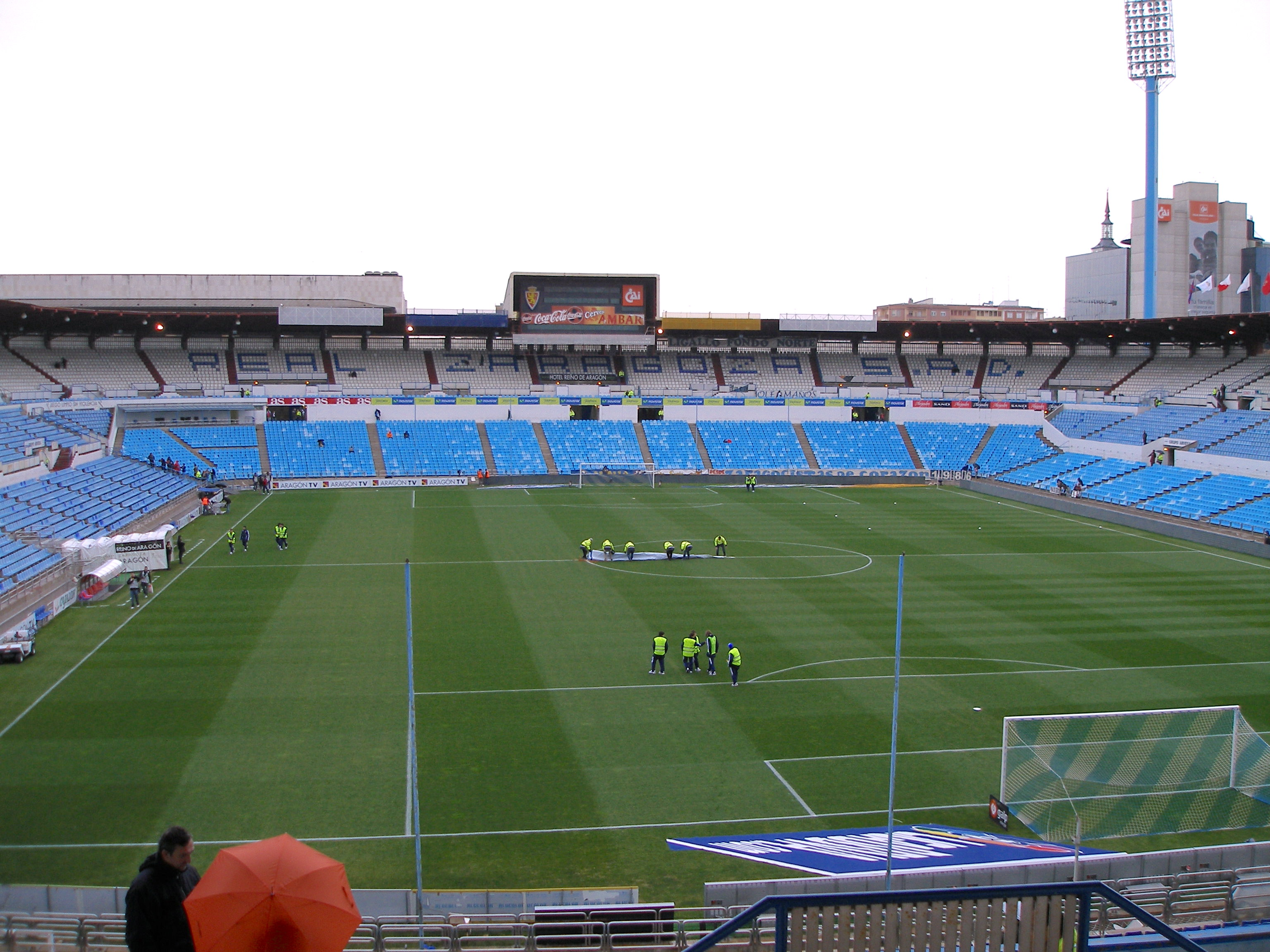
La Romareda sediou vários jogos de futebol durante os Jogos Olímpicos de Verão de 1992 em Barcelona.

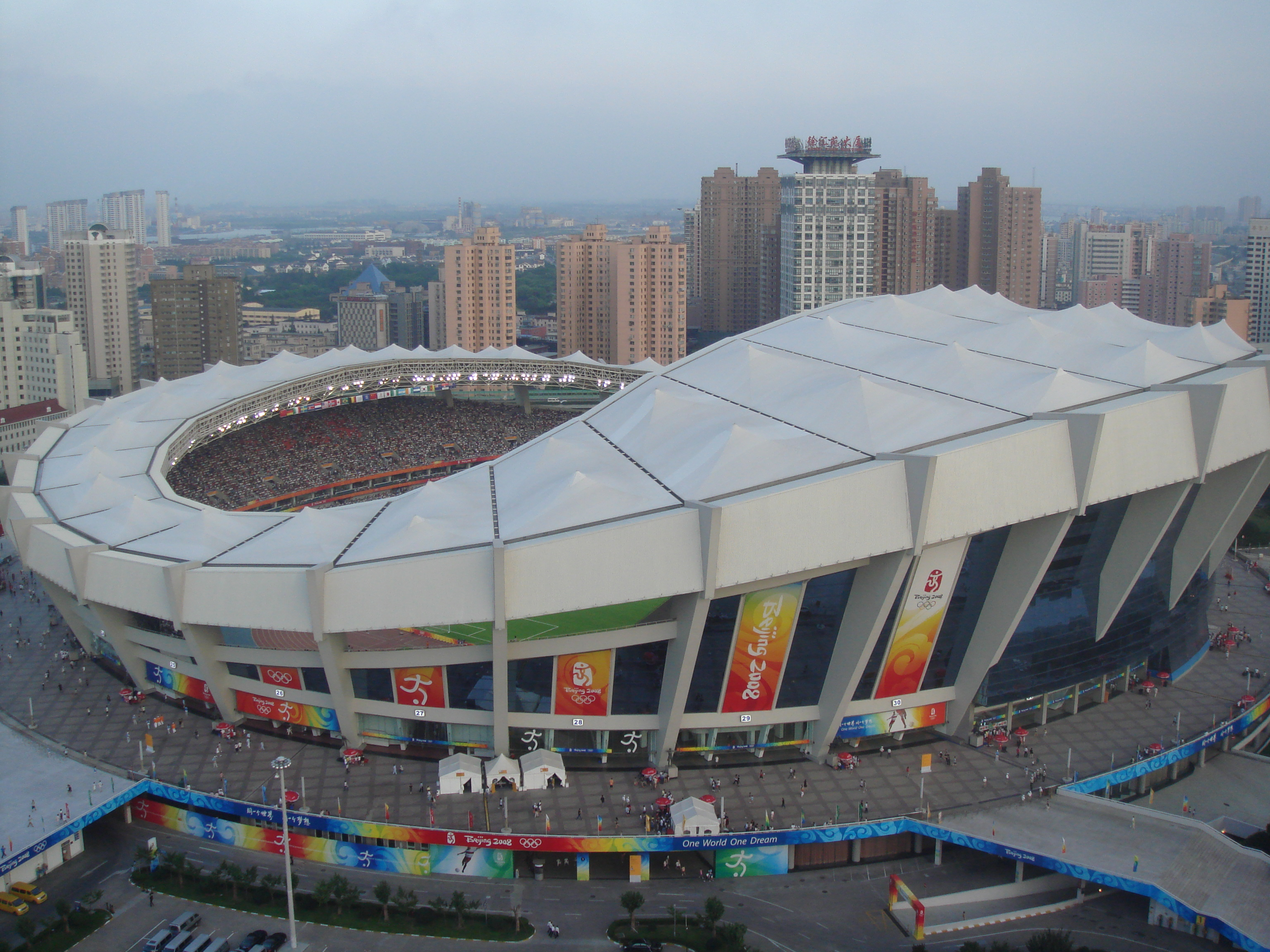
Estádio de Xangai recebeu vários jogos de futebol durante os Jogos Olímpicos de 2008 em Pequim.

Para os jogos Olímpicos de Verão, há 120 locais que foram ou vão ser utilizados para o futebol. Isso é mais do que qualquer esporte nos jogos Olímpicos.
| Jogos                 | Sedes                                        | Outros Esportes Nesses Jogos | Capacidade  | Ref.                                                         |
| --------------------- | -------------------------------------------- | --- | ----------- | ------------------------------------------------------------ |
| 1900 Paris            | Vélodrome de Vincennes                       | Cricket, Ciclismo, Ginástica e Rugby union |             | [ 1 ]                                                        |
| 1904 St. Louis        | Francis Field                                | Tiro com arco, Atletismo, Ciclismo, Lacrosse, Hóquei, Tenis, Cabo de Guerra, Levantamento de Peso e Luta                                                           | 19,000.     | [ 2 ]                                                        |
| 1908 Londres          | Estádio White City                           | Tiro com arco, Atletismo, Ciclismo, Saltos Ornamentais, Hóquei sobre a grama, Cabo de Guerra, Ginástica, Lacrosse, Pentatlo Moderno, Natação, Polo Aquático e Luta | 97,000.     | [ 3 ]                                                        |
| 1912 Estocomo         | Estádio Råsunda                              | Tiro | .           | [ 4 ]                                                        |
| 1912 Estocomo         | Estádio Olímpico de Estocolmo (final)        | Atletismo, Hipismo, Ginástica, Pentatlo Moderno, Cabo de Guerra e Luta                                                                                             | 33,000.     | [ 5 ]                                                        |
| 1912 Estocomo         | Tranebergs Idrottsplats                      | | .           | [ 6 ]                                                        |
| 1920 Antuérpia        | Jules Ottenstadion                           | | .           | [ 7 ]                                                        |
| 1920 Antuérpia        | Olympisch Stadion (final)                    | Atletismo, Hipismo, Hóquei sobre a grama, Pentatlo Moderno, Cabo de Guerra e Luta                                                                                  | 12,771      | [ 8 ] [ 9 ] [ 10 ] [ 11 ] [ 12 ] [ 13 ] [ 14 ] [ 15 ] [ 16 ] |
| 1920 Antuérpia        | Stade Joseph Marien                          | |             | [ 11 ]                                                       |
| 1920 Antuérpia        | Stadion Broodstraat                          | |             | [ 11 ]                                                       |
| 1924 Paris            | Stade Bergeyre                               | | 10,455      | [ 17 ]                                                       |
| 1924 Paris            | Stade Olympique Yves-du-Manoir (final)       | Atletismo, Ciclismo, Esgrima, Ginástica, Pentatlo Moderno, Rugby union e Tenis                                                                                     | 22,737      | [ 18 ]                                                       |
| 1924 Paris            | Stade de Paris                               | | 5,145       | [ 19 ]                                                       |
| 1924 Paris            | Stade Pershing                               | | 8,110       | [ 20 ]                                                       |
| 1928 Amsterdã         | Monnikenhuize                                | | Not listed. | [ 21 ]                                                       |
| 1928 Amsterdã         | Estádio Olímpico de Amsterdã (final)         | Atletismo, Ciclismo, Hipismo, Ginástica | 31,600      | [ 22 ]                                                       |
| 1928 Amsterdã         | Sparta Stadion Het Kasteel                   | | 11,026      | [ 23 ] [ 24 ]                                                |
| 1936 Berlim           | Hertha-BSC Field                             | | 35,239      | [ 25 ]                                                       |
| 1936 Berlim           | Mommsenstadion                               | | 15,005      | [ 25 ]                                                       |
| 1936 Berlim           | Estádio Olímpico de Berlim (final)           | Atletismo, Hipismo e Handeball | 100,000     | [ 26 ]                                                       |
| 1936 Berlim           | Poststadion                                  | | 45,000.     | [ 25 ]                                                       |
| 1948 Londres          | Arsenal Stadium                              | | 73,000      | [ 27 ]                                                       |
| 1948 Londres          | Champion Hill                                | | 3,000       | [ 27 ]                                                       |
| 1948 Londres          | Craven Cottage                               | | 25,700      | [ 27 ]                                                       |
| 1948 Londres          | Cricklefield Stadium                         | | 3,500       | [ 27 ]                                                       |
| 1948 Londres          | Empire Stadium (decisão de medalha)          | Atletismo, Hipismo e Hóquei sobre a grama | 82,000      | [ 28 ]                                                       |
| 1948 Londres          | Green Pond Road Stadium                      | | 21,708      | [ 27 ]                                                       |
| 1948 Londres          | Griffin Park                                 | | 12,763      | [ 27 ]                                                       |
| 1948 Londres          | Selhurst Park                                | | 26,309      | [ 27 ]                                                       |
| 1948 Londres          | White Hart Lane                              | | 36,310      | [ 27 ]                                                       |
| 1952 Helsinque        | Estádio Sonera                               | | 10,770.     | [ 29 ]                                                       |
| 1952 Helsinque        | Arto Tolsa Areena                            | | 3,500       | [ 29 ]                                                       |
| 1952 Helsinque        | Lahti                                        | | 82,000      | [ 29 ]                                                       |
| 1952 Helsinque        | Estádio Olímpico de Helsinque (final)        | Atletismo, Hipismo | 70,000      | [ 30 ]                                                       |
| 1952 Helsinque        | Tampere                                      | | 17,000      | [ 29 ]                                                       |
| 1952 Helsinque        | Turku                                        | | 9,372       | [ 29 ]                                                       |
| 1956 Melbourne        | Melbourne Cricket Ground (final)             | Atletismo, Hóquei sobre a grama | 104,000     | [ 31 ]                                                       |
| 1956 Melbourne        | Olympic Park Stadium                         | | 40,000      | [ 32 ]                                                       |
| 1960 Roma             | Estádio Artemio Franchi                      | | 47,920      | [ 33 ]                                                       |
| 1960 Roma             | Grosetto Communal Stadium                    | | 10,200      | [ 33 ]                                                       |
| 1960 Roma             | L'Aquila Communal Stadium                    | | 9,285       | [ 33 ]                                                       |
| 1960 Roma             | Livorno Ardenza Stadium                      | | 19,238      | [ 33 ]                                                       |
| 1960 Roma             | Estádio San Paolo                            | | 60,240      | [ 33 ]                                                       |
| 1960 Roma             | Pescara Adriatic Stadium                     | | 24,400      | [ 33 ]                                                       |
| 1960 Roma             | Estádio Flamínio (final)                     | | 32,000      | [ 34 ]                                                       |
| 1964 Toquio           | Komazawa Stadium                             | | 20,800      | [ 35 ] [ 36 ]                                                |
| 1964 Toquio           | Estádio de Mitsuzawa                         | | 10,100      | [ 35 ] [ 36 ]                                                |
| 1964 Toquio           | Estádio Nagai                                | | 20,000      | [ 37 ]                                                       |
| 1964 Toquio           | Estádio Olímpico de Tóquio (final)           | Atletismo, Hipismo | 71,600      | [ 35 ] [ 36 ]                                                |
| 1964 Toquio           | Nishikyogoku Athletic Stadium                | | 10,000      | [ 38 ] [ 39 ]                                                |
| 1964 Toquio           | Ōmiya Football Field                         | | 14,400      | [ 35 ] [ 36 ]                                                |
| 1964 Toquio           | Prince Chichiba Memorial Football Field      | | 17,600      | [ 35 ] [ 36 ]                                                |
| 1968 Cidade do Mexico | Estadio Azteca (final)                       | | 104,000     | [ 40 ]                                                       |
| 1968 Cidade do Mexico | Estadio Cuauhtémoc                           | | 42,648      | [ 40 ]                                                       |
| 1968 Cidade do Mexico | Estadio Nou Camp                             | | 33,943      | [ 41 ]                                                       |
| 1968 Cidade do Mexico | Jalisco Stadium                              | | 56,713      | [ 41 ]                                                       |
| 1972 Munique          | Drei Flüsse Stadion                          | | 20,000      | [ 42 ] [ 43 ] [ 44 ]                                         |
| 1972 Munique          | ESV-Stadion                                  | | 11,418      | [ 42 ] [ 43 ] [ 45 ]                                         |
| 1972 Munique          | Jahnstadion                                  | | 11,200      | [ 42 ] [ 43 ] [ 46 ]                                         |
| 1972 Munique          | Estádio Olímpico de Munique (final)          | Cerimônias, Atletismo, Hipismo e Pentatlo Moderno | 77,000      | [ 47 ]                                                       |
| 1972 Munique          | Rosenaustadion                               | None | 28,000      | [ 42 ] [ 43 ] [ 48 ]                                         |
| 1972 Munique          | Grundig Stadion                              | None | 45,548      | [ 42 ] [ 43 ] [ 49 ]                                         |
| 1976 Montreal         | Lansdowne Park                               | None | 30,000      | [ 50 ]                                                       |
| 1976 Montreal         | Estádio Olímpico de Montreal (final)         | Cerimônias, Atletismo, Hipismo | 70,000      | [ 50 ]                                                       |
| 1976 Montreal         | Sherbrooke Stadium                           | | 10,000      | [ 50 ]                                                       |
| 1976 Montreal         | Varsity Stadium                              | | 21,739      | [ 50 ]                                                       |
| 1980 Moscou           | Estádio Dínamo de Minsk                      | | 41,040      | [ 51 ]                                                       |
| 1980 Moscou           | Dynamo Central Stadium, Grand Arena          | | 36,540      | [ 51 ]                                                       |
| 1980 Moscou           | Estádio Lujniki (final)                      | Cerimônias, Atletismo, Hipismo | 78,360      | [ 51 ]                                                       |
| 1980 Moscou           | Kirov Stadium                                | | 72,000      | [ 51 ]                                                       |
| 1980 Moscou           | Estádio Olímpico de Kiev                     | | 80,000      | [ 51 ]                                                       |
| 1984 Los Angeles      | Harvard Stadium                              | | 30,323      | [ 52 ] [ 53 ]                                                |
| 1984 Los Angeles      | Navy–Marine Corps Memorial Stadium           | | 34,000      | [ 52 ] [ 54 ]                                                |
| 1984 Los Angeles      | Rose Bowl (final)                            | | 103,300     | [ 52 ]                                                       |
| 1984 Los Angeles      | Stanford Stadium                             | | 85,500      | [ 52 ] [ 55 ]                                                |
| 1988 Seoul            | Busan Stadium                                | | 30,000      | [ 56 ]                                                       |
| 1988 Seoul            | Daegu Stadium                                | | 23,278      | [ 56 ]                                                       |
| 1988 Seoul            | Daejeon Stadium                              | | 30,000      | [ 57 ]                                                       |
| 1988 Seoul            | Gwangju Stadium                              | | 24,000      |                                                              |
| 1988 Seoul            | Dongdaemun Stadium                           | | 26,383      | [ 57 ]                                                       |
| 1988 Seoul            | Estádio Olímpico de Seul (final)             | Atletismo, Hipismo | 69,950      | [ 57 ]                                                       |
| 1992 Barcelona        | Estadi de la Nova Creu Alta                  | | 16,000      | [ 58 ]                                                       |
| 1992 Barcelona        | Camp Nou (final)                             | | 100,000     | [ 58 ]                                                       |
| 1992 Barcelona        | Estádio de Mestalla                          | | 50,000      | [ 58 ]                                                       |
| 1992 Barcelona        | La Romareda                                  | | 43,000      | [ 58 ]                                                       |
| 1992 Barcelona        | Estadi de Sarrià                             | | 42,000      | [ 58 ]                                                       |
| 1996 Atlanta          | Citrus Bowl                                  | | 65,000      | [ 59 ]                                                       |
| 1996 Atlanta          | Legion Field                                 | | 81,700      | [ 59 ]                                                       |
| 1996 Atlanta          | Miami Orange Bowl                            | | 72,700      | [ 60 ]                                                       |
| 1996 Atlanta          | Robert F. Kennedy Memorial Stadium           | | 56,500      | [ 60 ]                                                       |
| 1996 Atlanta          | Sanford Stadium (finais)                     | | 86,100      | [ 60 ] [ 61 ]                                                |
| 2000 Sydney           | The Gabba                                    | | 37,000      | [ 62 ]                                                       |
| 2000 Sydney           | Canberra Stadium                             | | 40,000      | [ 62 ]                                                       |
| 2000 Sydney           | Hindmarsh Stadium                            | | 20,000      | [ 63 ]                                                       |
| 2000 Sydney           | Melbourne Cricket Ground                     | | 98,000      | [ 63 ]                                                       |
| 2000 Sydney           | ANZ Stadium (final masculina)                | Cerimônias, Atletismo | 110,000     | [ 64 ]                                                       |
| 2000 Sydney           | Sydney Football Stadium (final feminina)     | | 42,000      | [ 64 ]                                                       |
| 2004 Atenas           | Kaftanzoglio Stadium                         | | 37,000      | [ 65 ]                                                       |
| 2004 Atenas           | Estádio Karaiskákis (final feminina)         | | 40,000      | [ 65 ]                                                       |
| 2004 Atenas           | Estádio Olímpico de Atenas (final masculina) | Cerimônias, Atletismo | 71,030      | [ 66 ]                                                       |
| 2004 Atenas           | Pampeloponnisiako Stadium                    | | 20,000      | [ 65 ]                                                       |
| 2004 Atenas           | Estádio Pankritio                            | | 98,000      | [ 65 ]                                                       |
| 2004 Atenas           | Panthessaliko Stadium                        | | 98,000      | [ 66 ]                                                       |
| 2008 Beijing          | Estádio Nacional de Pequim (final masculina) | Cerimônias, Atletismo | 91,000      | [ 67 ]                                                       |
| 2008 Beijing          | Qinhuangdao Olympic Sports Center Stadium    | | 33,572      | [ 68 ]                                                       |
| 2008 Beijing          | Shanghai Indoor Stadium                      | | 80,000      | [ 69 ]                                                       |
| 2008 Beijing          | Shenyang Olympic Sports Center Stadium       | | 60,000      | [ 70 ]                                                       |
| 2008 Beijing          | Tianjin Olympic Center Stadium               | | 60,000      | [ 71 ]                                                       |
| 2008 Beijing          | Estádio dos Trabalhadores (final feminina)   | | 70,161      | [ 72 ]                                                       |
| 2012 Londres          | Ricoh Arena                                  | | 32,500      | [ 73 ]                                                       |
| 2012 Londres          | Hampden Park                                 | | 52,000      | [ 74 ]                                                       |
| 2012 Londres          | Old Trafford                                 | | 76,212      | [ 75 ]                                                       |
| 2012 Londres          | Millennium Stadium                           | | 74,600      | [ 76 ]                                                       |
| 2012 Londres          | St James' Park                               | | 52,000      | [ 77 ]                                                       |
| 2012 Londres          | Estádio de Wembley (finais)                  | | 90,000      | [ 78 ]                                                       |
| 2016 Rio de Janeiro   | Estádio Nacional de Brasília Mané Garrincha  | | 69,432      | [ 79 ]                                                       |
| 2016 Rio de Janeiro   | Fonte Nova                                   | | 51,708      | [ 80 ]                                                       |
| 2016 Rio de Janeiro   | Maracanã (final)                             | Cerimônias | 74,738      | [ 81 ]                                                       |
| 2016 Rio de Janeiro   | Mineirão                                     | | 58,259      | [ 82 ]                                                       |
| 2016 Rio de Janeiro   | Arena Corinthians                            | | 47,605      |                                                              |
| 2016 Rio de Janeiro   | Arena da Amazônia                            | | 40,549      |                                                              |
| 2016 Rio de Janeiro   | Estádio Olímpico Nilton Santos               | Atletismo | 60,000      |                                                              |
| 2020 Tóquio           | Estádio Internacional de Yokohama (final)    | | 70,000      | [ 83 ]                                                       |
| 2020 Tóquio           | Estádio Saitama 2002                         | | 62,000      | [ 83 ]                                                       |
| 2020 Tóquio           | Sapporo Dome                                 | | 60,012      | [ 83 ]                                                       |
| 2020 Tóquio           | Estádio de Tóquio                            | Pentatlo moderno e rugby sevens | 49,720      | [ 83 ]                                                       |
| 2020 Tóquio           | Estádio de Miyagi                            | | 49,000      | [ 83 ]                                                       |
| 2020 Tóquio           | Estádio Kashima                              | | 40,728      | [ 83 ]                                                       |
| 2024 Paris            | Parc des Princes (final)                     | | 61,338      |                                                              |
| 2024 Paris            | Parc Olympique Lyonnais                      | | 59,186      |                                                              |
| 2024 Paris            | Stade Matmut Atlantique                      | | 42,115      |                                                              |
| 2024 Paris            | Stade Geoffroy-Guichard                      | | 42,000      |                                                              |
| 2024 Paris            | Stade de la Beaujoire                        | | 37,473      |                                                              |
| 2024 Paris            | Allianz Riviera                              | | 35,624      |                                                              |